# Vislanda
Vislanda är en tätort i Alvesta kommun i Kronobergs län.

## Historik
Vislanda är kyrkby i Vislanda socken och ingick efter kommunreformen 1862 i Vislanda landskommun. I denna inrättades för orten 13 mars 1914 Vislanda municipalsamhälle som upplöstes 31 december 1962. Orten ingår sedan 1971 i Alvesta kommun.
1863 öppnades stationen på Södra Stambanan i Vislanda, som ett årtionde senare blir en järnvägsknut, när först den smalspåriga järnvägen till Karlshamn (KWJ), öppnas 1874 och därefter förlängs smalspåret först till Bolmen, över Ljungby (ViBJ) och 1889 hela vägen till Halmstad (HBJ). 1908 slogs de tre smalspåriga järnvägarna mellan Hallandskusten och Blekingekusten ihop till Karlshamn–Vislanda–Bolmens Järnväg (KVBJ), med Vislanda som järnvägsknut på Södra stambanan. Järnvägen lades ned 1970. Delar av banvallen används numera som cykelled, Banvallsleden.

### Befolkningsutveckling
| Befolkningsutvecklingen i Vislanda 1900–2020 | Befolkningsutvecklingen i Vislanda 1900–2020 | Befolkningsutvecklingen i Vislanda 1900–2020 | Befolkningsutvecklingen i Vislanda 1900–2020 | Befolkningsutvecklingen i Vislanda 1900–2020 |
| -------------------------------------------- | -------------------------------------------- | -------------------------------------------- | -------------------------------------------- | -------------------------------------------- |
|                                              |                                              |                                              |                                              |                                              |
| År                                           |                                              |                                              | Folkmängd                                    | Areal (ha)                                   |
| 1900                                         | 1900                                         |                                              | 635                                          | †                                            |
| 1960                                         | 1960                                         |                                              | 1 381                                        |                                              |
| 1965                                         | 1965                                         |                                              | 1 509                                        |                                              |
| 1970                                         | 1970                                         |                                              | 1 887                                        |                                              |
| 1975                                         | 1975                                         |                                              | 1 860                                        |                                              |
| 1980                                         | 1980                                         |                                              | 1 953                                        |                                              |
| 1990                                         | 1990                                         |                                              | 1 915                                        | 225                                          |
| 1995                                         | 1995                                         |                                              | 1 838                                        | 223                                          |
| 2000                                         | 2000                                         |                                              | 1 766                                        | 223                                          |
| 2005                                         | 2005                                         |                                              | 1 773                                        | 223                                          |
| 2010                                         | 2010                                         |                                              | 1 769                                        | 224                                          |
| 2015                                         | 2015                                         |                                              | 1 813                                        | 247                                          |
| 2020                                         | 2020                                         |                                              | 1 831                                        | 256                                          |
| † Som köpingsliknande samhälle 1900.         |                                              |                                              |                                              |                                              |

## Samhället
I Vislanda finns Vislanda kyrka och Vislandaskolan samt två förskolor, Tallbacken och Kvarngården. Vislanda har en dagligvarubutik (Ica Nära Dackehallen) och fyra restauranger. I Vislanda finns också vårdcentral, tandläkare, äldreboende, apotek, gym, blombutik, idrottsplats och utomhusbad.

## Kommunikationer
Vislanda ligger utmed södra stambanan. Tågen slutade att stanna i Vislanda 1970. Men i december 2013 invigdes en ny station och trafiken återupptogs med Krösatåg.

## Idrott
Vislanda IF bedriver verksamhet inom fotboll, innebandy, badminton, tennis och bordtennis. Dessutom finns även Vislanda gymnastikförening och Vislanda Skol IF.

## Näringsliv
Vislanda är en mindre industriort. De fyra största företagen är i ordning: Heidelberg Materials Precast Abetong (betongindustri), Vida-gruppen (sågverk), Wica (tillverkare av kyl- och frysdiskar till affärer) och Svets & mekano (underleverantör till verkstadsindustri). 
Vislanda pastorats sparbank grundades 1873. Den uppgick 1966 i Kronobergs läns sparbank som senare blev en del av Swedbank. Kristianstads enskilda bank hade ett kontor i Vislanda åtminstone från 1870-talet. Denna bank uppgick så småningom i Svenska Handelsbanken. Den 30 oktober 2015 stängde Swedbank kontoret i Vislanda. Även Handelsbanken stängde den 31 mars 2017.

## Kända personer från Vislanda
- Gunnar Olof Hyltén-Cavallius
- Peter Wieselgren
- Sven Lyra
- Harald Andersson (konstnär)